# Cavallino
Cavallino is een gemeente in de Italiaanse provincie Lecce (regio Apulië) en telt 12.658 inwoners (31-12-2011). De oppervlakte bedraagt 22,3 km², de bevolkingsdichtheid is 518 inwoners per km².

## Demografie
Cavallino telt ongeveer 3735 huishoudens. Het aantal inwoners steeg in de periode 1991-2001 met 14,0% volgens cijfers uit de tienjaarlijkse volkstellingen van ISTAT.
| Jaar | Inwoneraantal |
| ---- | ------------- |
| 1991 | 9314          |
| 2001 | 10.621        |
| 2011 | 12.658        |

## Geografie
Cavallino grenst aan de volgende gemeenten: Caprarica di Lecce, Lecce, Lizzanello, San Cesario di Lecce en San Donato di Lecce.

## Geboren in Cavallino
- Sigismondo Castromediano (1811-1895), markies van Cavallino politiek actief in de eenmaking van Italië

## Externe link

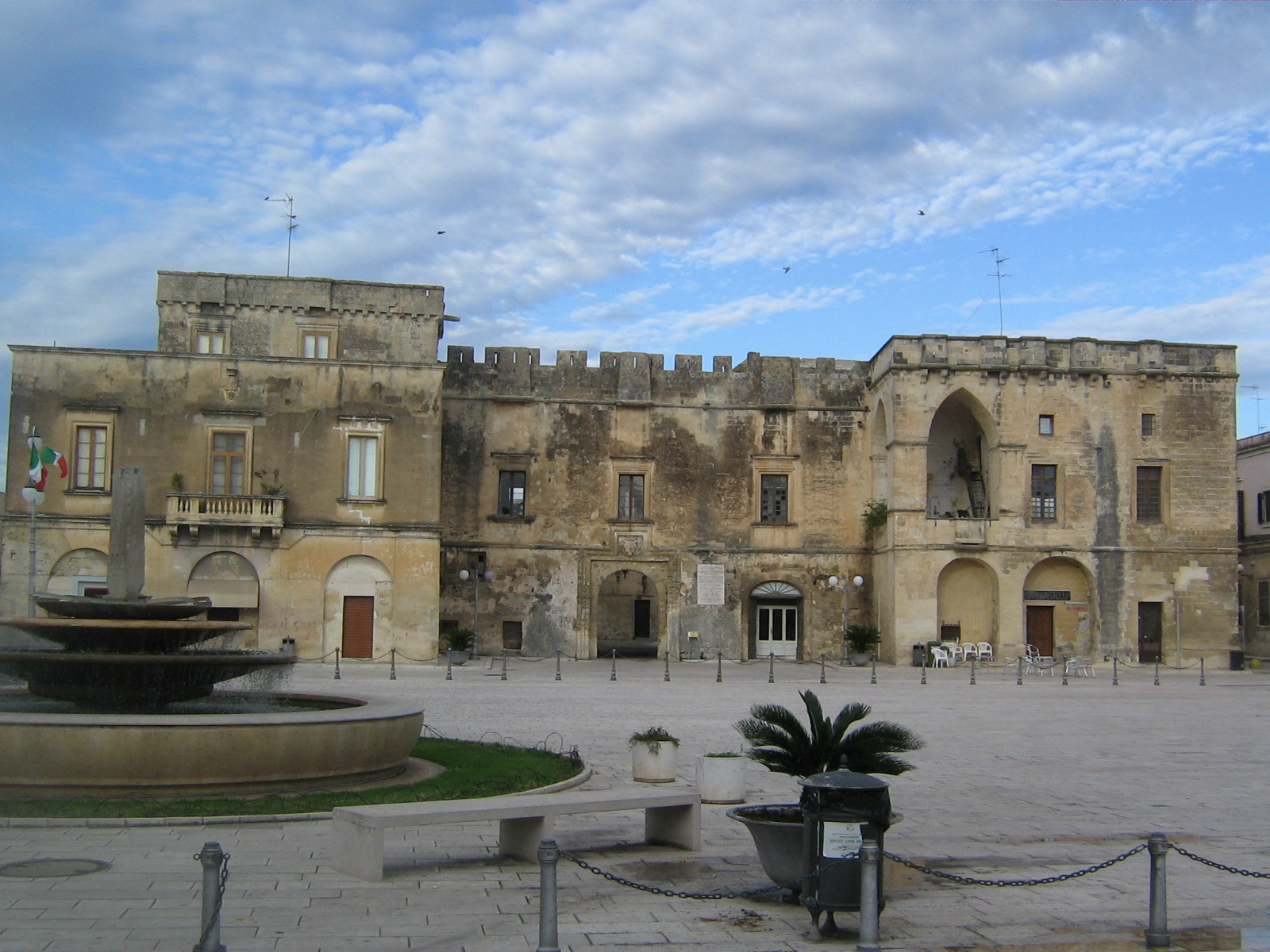
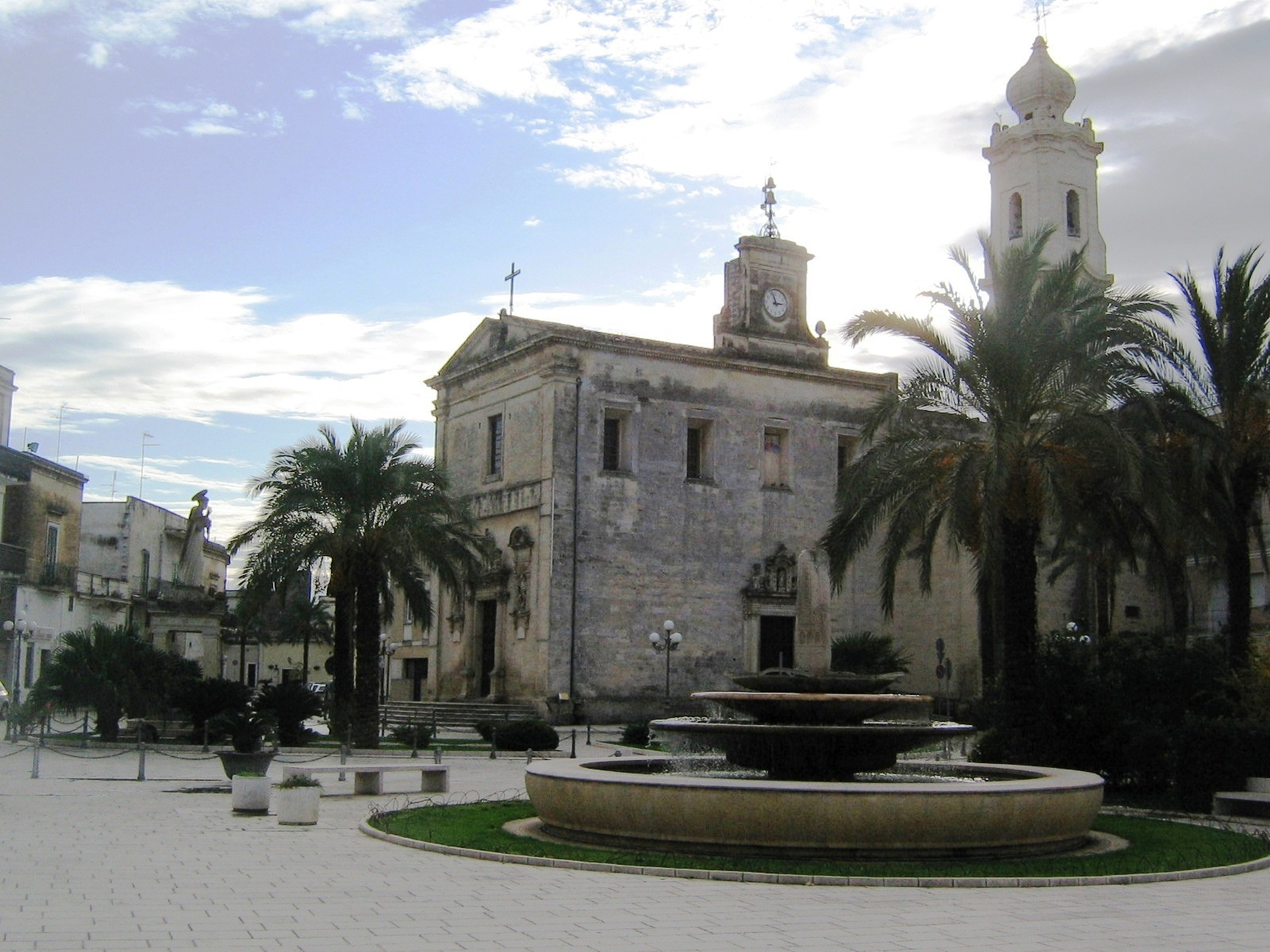
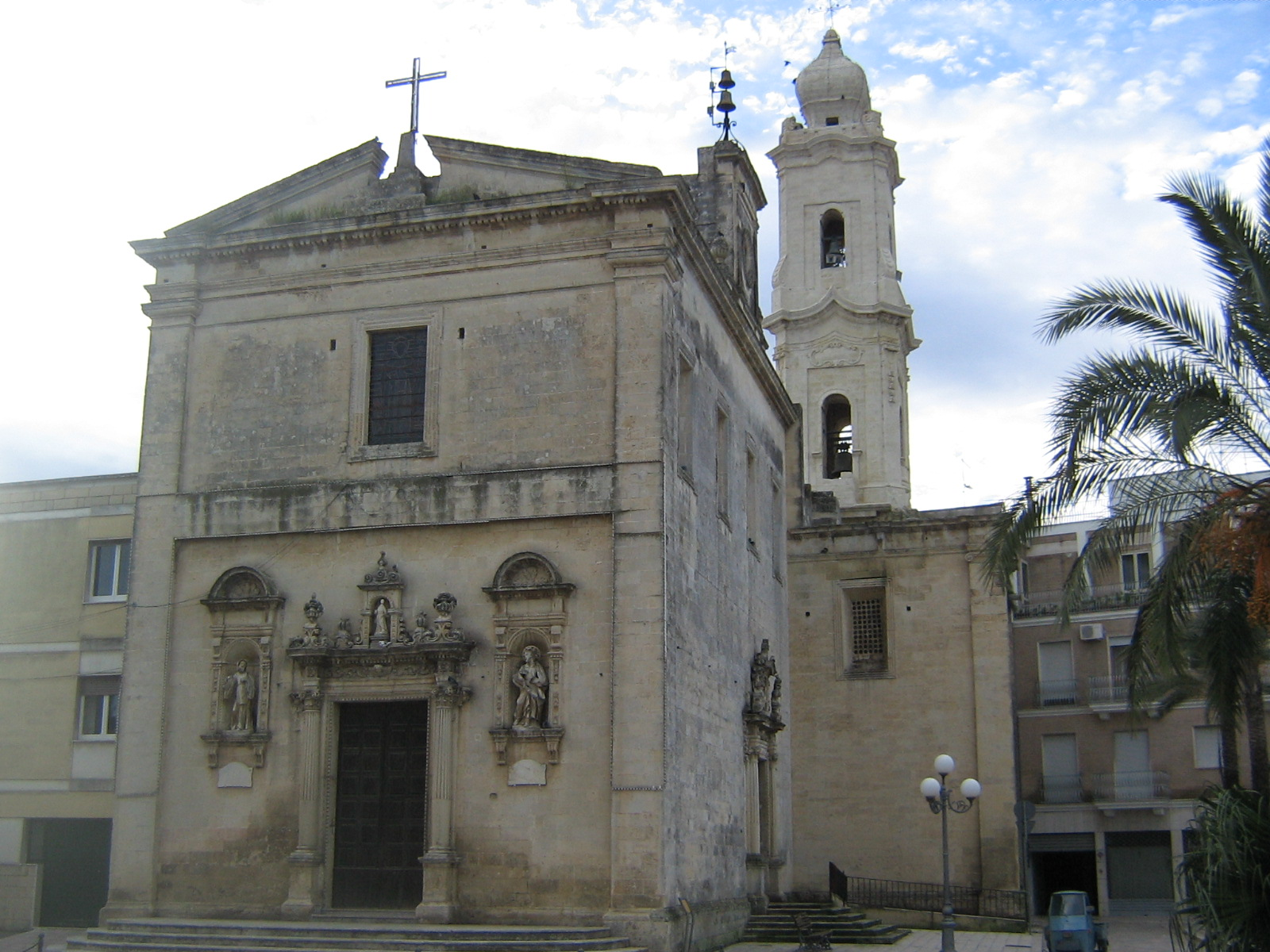
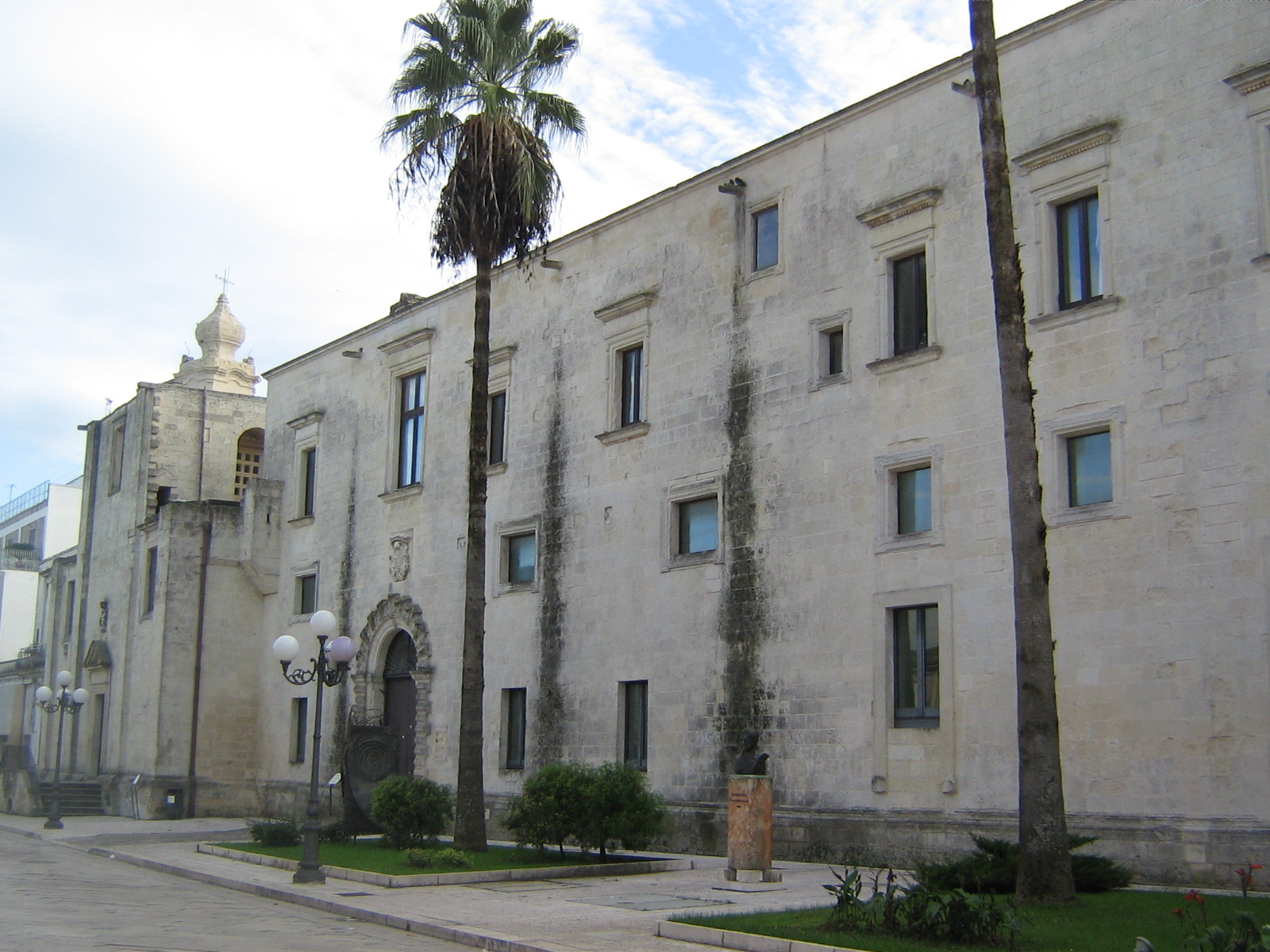
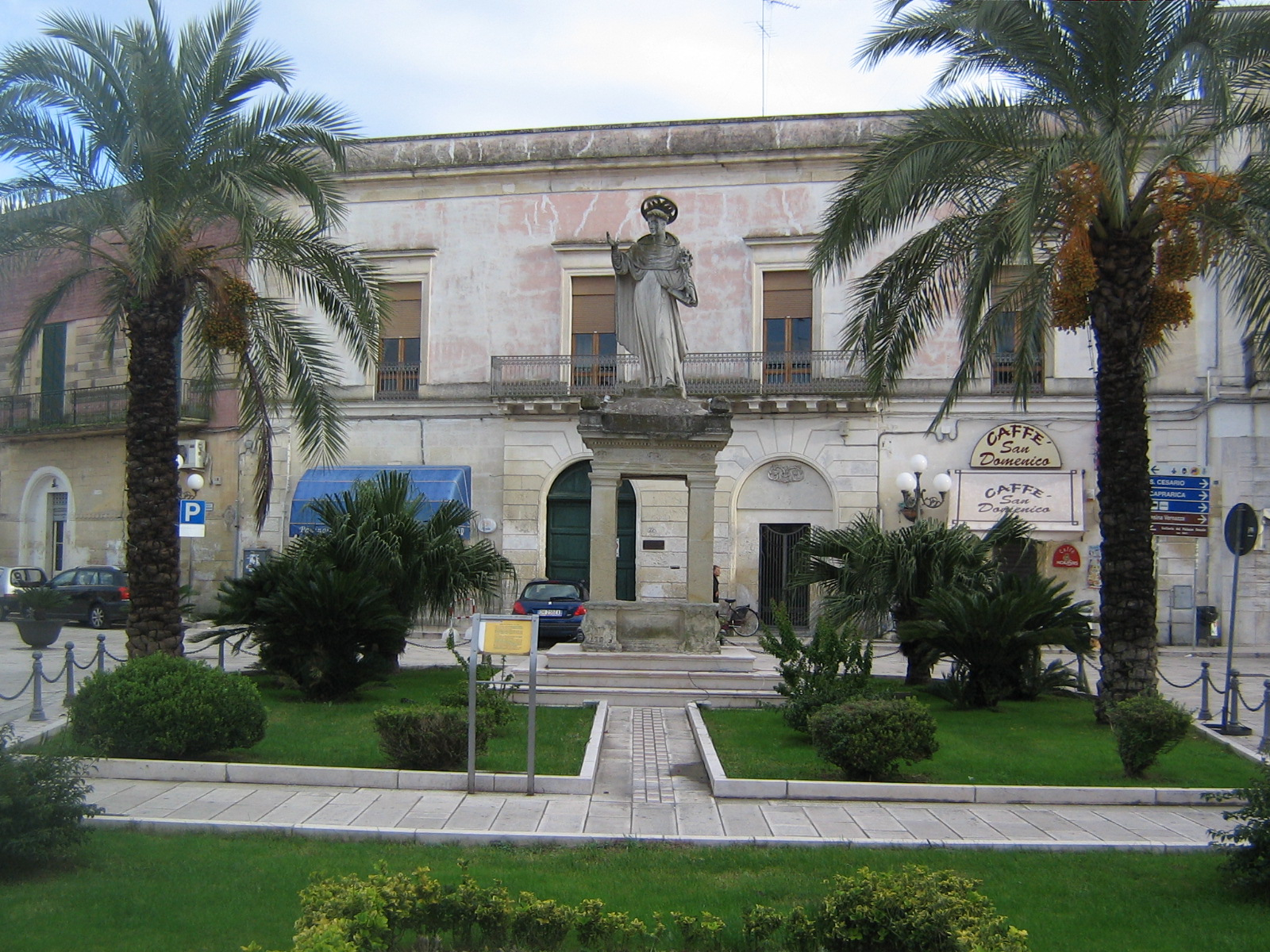